# Blame!
A Blame! (ブラム！; Buramu!) egy tíz kötetes sci-fi manga, ami Nihei Cutomu műve. Egy rövid, 6 részes anime is készült belőle. Terveznek egy egész estés CGI filmet is a manga cselekménye alapján.

## Cselekmény
Killy, egy magányos utazó, aki egy hatalmas erejű fegyver, a gravitációs sugár kibocsátó tulajdonában van, egy Megastruktúra néven ismert világban bolyong. A célja a net-gének megtalálása, amik lehetővé teszik a net-szférához való kapcsolódást. Ez a hatalmas világ véget nem érő folyosókból, lépcsőkből, falakból áll, és több ezer szintes. Benne csak elszórtan élnek emberek, rajtuk kívül pedig kiborgok ("szilícium lények") és egyéb robotok. A maradék néhány embert a biztonsági erők veszélyeztetik, mert ezeknek a lényeknek az a céljuk, hogy mindenkit megöljenek, aki nem hordozza a net-gént.
Az úton Killy találkozik egy Cibo nevű nővel, akivel együtt folytatják útjukat.

## Szereplők

### Főszereplők
- Killy (霧亥)

A célja a net-gének megtalálása a netszférához való kapcsolódáshoz. A birtokában van a gravitációs sugár kibocsátó, ami egy kicsi de hatalmas erővel rendelkező fegyver.
Killy származása és a motivációja ismeretlen. Nagyon keveset beszél, és könnyen harcba keveredik. A tűrőképessége és az ereje egy átlagembernél jóval nagyobb, valamint gyorsan gyógyul.
A Sanakannal való találkozás után egy leolvasó képesség is a birtokába kerül, melynek segítségével ránézésre rengeteg információt tud meg a lényekről akikkel találkozik.
- Cibo (シボ)

A tudósok vezetője a Parlamentben. Megpróbál felcsatlakozni a netszférára mesterséges net-génekkel, azonban ez hatalmas tragédiát és a biztonsági erők megjelenését okozza.
Az út során a teste rengeteg változáson megy keresztül, nagyon sokféle formában látható. Killy-t úgy segíti, hogy biztonsági kódokat tör fel valamit információkat gyűjt. Általában sokkal többet beszél Killy-nél.

### Biztonsági erők
- Sanakan
- Dhomochevsky
- Iko

### Szilícium lények
- Ivy
- Maeve
- Blon
- Schiff
- Davine lu Linvega
- Pcell

### Emberek
- Halászok

### Mellékszereplők
- Mensab
- Seu
- Mori